# Tony-Henri-Auguste de Reiset
Pour les autres membres de la famille, voir Famille de Reiset.
Tony-Henri-Auguste, vicomte de Reiset, est un historien, journaliste et homme de lettres français, né le 31 janvier 1858 à Mayenne et mort à Paris le 1er mai 1925.

## Biographie
Il est le fils d'Antoine Justin Henri, vicomte de Reiset, receveur des finances, et de Blanche Clémentine Deschamps de Méry.
Il est diplômé en lettres.
Il se consacre aux lettres et à l'histoire, et devient journaliste, notamment au sein de la presse monarchique locale. Petit-fils du général-comte Marie Antoine de Reiset, il en publiera les mémoires.
Il devient ainsi président de la Société des études historiques, ainsi que membre de la Société des gens de lettres et de la Société des journalistes parisiens.
Le vicomte de Reiset réside une partie de l'année dans son château de Vic-sur-Aisne, commune dont il était conseiller municipal. Durant la Première Guerre mondiale, il organise une ambulance dans son château. Il s'est également distingué durant cette période en préservant la commune de l'incendie et du pillage, le pont de Vic-sur-Aisne de la destruction, au péril de sa vie en présence de l'ennemi, et en sauvant la vie à deux habitants.
Son château sera lourdement atteint durant la guerre, ayant pour conséquence de faire disparaître un certain nombre d'œuvres d'art qu'il y avait regroupé.
En 1918, notamment soutenu dans sa candidature par Pierre Loti, il se présente à l'Académie française au fauteuil du marquis Pierre de Ségur. Il ne lui manquera cependant que deux voix pour être élu.

### Mariage et descendance
Il épouse à Paris en 1887 Odette Louise de Cambourg (Versailles, 25 février 1869 - Paris 7e,  27 août 1950), fille de Théodore de Cambourg et de Mathilde Dubern de Boislandry. Elle était la petite-fille de Jules Dubern de Boislandry. Dont quatre enfants :
- Odette de Reiset (Genève, 1887 - Concarneau, 14 août 1896) ;
- Anne de Reiset (Paris 8e, 22 juillet 1888 - Paris 14e, 2 mars 1971), mariée en 1923 avec Charles du Fayet de La Tour (1889-1954), dont postérité ;
- Robert Tony de Reiset (Paris 16e, 15 mars 1890 - Paris, 10 février 1929) ;
- Henri Georges de Reiset (Paris 16e, 18 avril 1892 - Levallois-Perret, 1er décembre 1968), marié en 1920 avec Marie Lyon y Perez

## Publications
- Une famille alsacienne de soldats. Le Lieutenant-Général Vicomte de Reiset et sa famille ,1901, Rixheim, F. Sutter, 20 pages, lire en ligne ;
- La Vraie Théroigne de Méricourt ,1903, Paris, Emile-Paul, 22 pages ;
- Les enfants du duc de Berry : d'après de nouveaux documents, 1905, Paris, Émile-Paul, 380 pages, lire en ligne ;
- Marie-Caroline, duchesse de Berry : 1816-1830, 1906, Paris, Calmann-Lévy, 435 pages, lire en ligne ;
- Notice sur M. le comte de Reiset (1821-1905) - 1906
- Les Reines de l'émigration - Louise d'Esparbès, comtesse de Polastron, 1907, Paris, Émile-Paul, 385 pages, lire en ligne ;
- Les Reines de l'émigration -  Anne de Caumont La Force, comtesse de Balbi, 1908, Paris, Émile-Paul, 542 pages, lire en ligne ;
- Grandes dames, tragédiennes et aventurières : Belles du vieux temps, 1909, Paris, Émile-Paul, 340 pages ;
- Joséphine de Savoie, comtesse de Provence, 1753-1810 : d'après des documents inédits, Paris, Émile-Paul, 1913, 462 pages,  lire en ligne ;
- Heures d'angoisse. Le premier bombardement de Vic-sur-Aisne, 31 août 1914 - 1918
- À la veille d'une révolution, la représentation du "Mariage de Figaro" - 1918
- Beaux jours et lendemains,1923, Paris, Émile-Paul, 310 pages ;
- Autour des Bourbons : Madame de Chanterenne et la fille de Louis XVI - Une tentative d'empoisonnement contre Louis XVIII - La Mort de Louis XVIII, 1927, Paris, Émile-Paul, 215 pages

## Distinctions
- Chevalier de la Légion d'honneur
- Chevalier de l'ordre des Palmes académiques
- Croix de guerre 1914-1918 (avec citation à l'ordre civil)
- Commandeur de l'ordre de Charles III
- Chevalier de l'ordre de la Couronne d'Italie

### Sources
- Figures contemporaines tirées de l'Album Mariani, 1913